# Deserto del Colorado

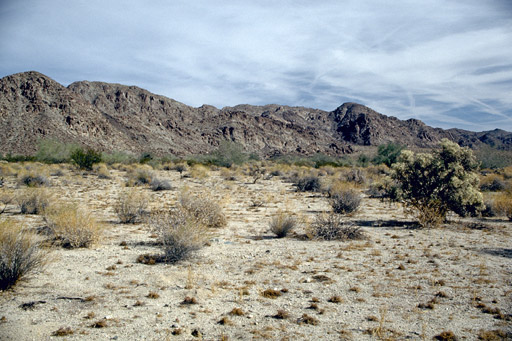
Il deserto del Colorado

Il deserto del Colorado, in California, è una parte del più vasto deserto di Sonora. Si estende su circa 28.000 km² e include la valle di Coachella e l'Imperial Valley. In questo deserto si trovano molte specie esclusive di flora e fauna.

## Caratteristiche

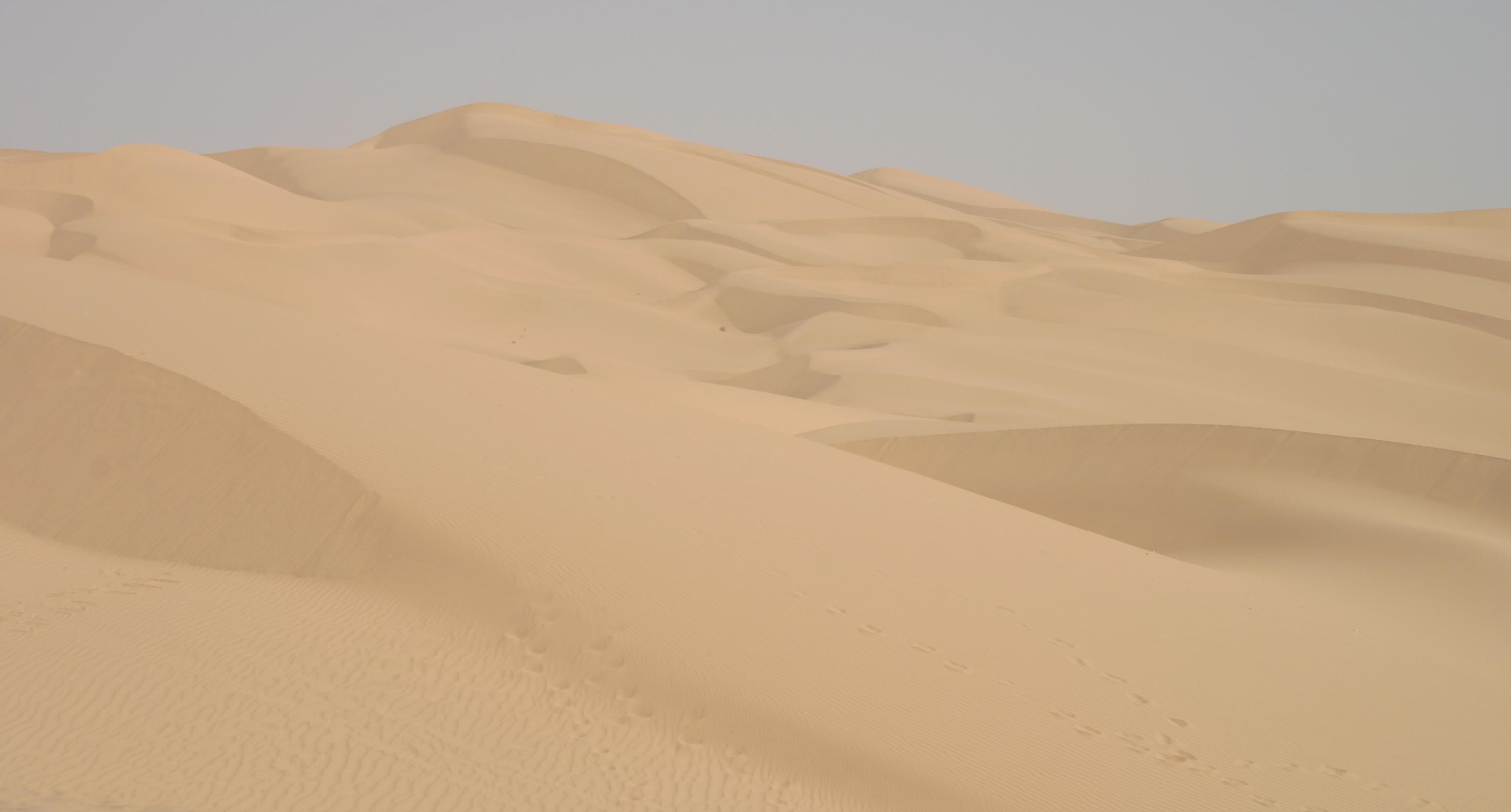
Le dune Algodones

Il deserto del Colorado è una suddivisione del vasto deserto di Sonora e si estende su una superficie di circa 28.000 km². Il deserto si estende sul territorio di alcune contee della California, l'intera Contea di Imperial e parti della Contea di San Diego, della Contea di Riverside e una piccola porzione della Contea di San Bernardino.
La maggior parte del deserto del Colorado si trova ad un'altitudine relativamente bassa, al di sotto dei 300 m; e il suo punto più basso, a -69 m, si trova 84 m al di sotto del livello del Lago Salton. Anche se i picchi più elevati della catena montuosa del Peninsular Ranges raggiungono altitudini di quasi 3.000 m, la maggior parte delle montagne della regione non superano i 910 m.
In questa regione le caratteristiche geologiche sono dominate dalla transizione del margine della placca tettonica da rift a faglia. Le frange più meridionali della faglia di Sant'Andrea si connettono qui alle estensioni più settentrionali della dorsale del Pacifico orientale. Di conseguenza la regione è soggetta a terremoti e la crosta è stirata, provocando abbassamenti del terreno.

## Clima
Il clima del deserto del Colorado è abbastanza diverso da quello di altri deserti. Le temperature diurne estive sono più alte di quelle dei deserti a maggior elevazione, mentre non si verificano quasi mai gelate invernali. Le stagioni piovose sono due, una in inverno e l'altra a fine estate, specialmente nella porzione meridionale del deserto. Il deserto del Mojave, che è situato più a nord, ha solo la stagione invernale delle piogge.
Le catene montuose del Peninsular Ranges e le altre catene della California meridionale e della Bassa California, bloccano la maggior parte dell'aria e delle perturbazioni provenienti dalla zona costiera del Pacifico orientale, producendo così un clima arido. Alcuni eventi atmosferici riescono a penetrare dal Golfo di California a sud e sono attivi con il monsone estivo. Questi includono i residui di qualche uragano del Pacifico, le tempeste della corrente a getto tropicale e la zona di convergenza intertropicale.